# На продажного мальчика
«На продажного мальчика» — условное название стихотворения римского поэта Гая Валерия Катулла, включённого в состав посмертного сборника («Книги Катулла Веронского») под номером 106. В стихотворении всего две строки. Автор пишет, что каждый красивый мальчик-раб, цену которого объявляет глашатай («крикун») очень хочет, чтобы его купили.
Ранние комментаторы полагали, что здесь имеется в виду конкретный мальчик — возлюбленный Катулла Ювенций или Публий Клодий Пульхр, брат Лесбии. Позже эти толкования были признаны произвольными.